# Bernardo de Balbuena
Bernardo de Balbuena (Valdepeñas, Reino de Toledo, 20 de noviembre de 1562-San Juan Bautista, Puerto Rico, 11 de octubre de 1627) fue un eclesiástico y poeta español asentado en Nueva España y las Antillas Mayores que llegó a ser obispo de Puerto Rico.  

## Nacimiento y orígenes
Bernardo de Balbuena nació posiblemente en Valdepeñas (según otros en Viso del Marqués), como hijo natural de Luisa Sánchez de Velasco y de Bernardo de Balbuena, secretario de la Real Audiencia de la Nueva Galicia. Sus abuelos paternos fueron Rodrigo de Balbuena y Teresa Martínez de Santisteban, importantes terratenientes del Viso y estrechamente relacionados con la familia Bazán, marqueses de Santa Cruz.  De Luisa Sánchez de Velasco se conoce poco, a pesar de su evidente origen ilustre, quizás por los mismos intentos de Balbuena por ocultar su nacimiento ilegítimo. 

Tuvo también un hermano llamado Francisco de Balbuena Estrada, quizás el mismo mencionado por fray Antonio Tello en su obra Libro segundo de la Crónica miscelánea (1891, 218).
«Francisco de Balbuena Estrada, Rodrigo de Carbajal Ulloa, Francisco de Torquemada, Marcos de Carcoma, Alonso Perez, Martín de Renteria, Diego Lopez Altopiza, Diego de Villegas, Antonio Díaz Benavente de Brizuela, Alonso de Roa, Pedro Arias de Bustos, Alonso de la Puebla. En esta minuta van todos los conquistadores y pobladores que fundaron la ciudad de Compostela, así en Tepic como en el valle de Cactlán, que he querido poner aquí todos juntos, por no los volver a poner otra vez, cuando venga a tratar el cómo se mudó la ciudad de Compostela, de Tepic al dicho valle de Cactlán.»  
De su padre, Francisco de Balbuena Estrada, recibió importantes propiedades en San Pedro de Lagunillas, junto a Compostela, entonces capital de la Nueva Galicia. Debido a cuestiones legales, Bernardo de Balbuena padre regresa a España y, al poco tiempo, reconoce un hijo llamado Bernardo de Balbuena.

## Ida a América y comienzo de su carrera
Es importante destacar que, hasta el decenio de 1950, se ha creído que Balbuena dejó España con apenas dos años y que su formación y personalidad estaban determinadas por este hecho. Sin embargo, gracias a la biografía de Rojas Garcidueñas Bernardo de Balbuena: la vida y la obra (1958) se sabe que alrededor de los años 80 del siglo XVI, contando el joven poeta con apenas 20 años, pide licencia para viajar al Nuevo Mundo y encontrarse con su padre que había regresado apenas dos años después de nacer él. Tras veinte años de silencio en la documentación sobre la vida de Balbuena, se encuentran referencias al joven poeta a partir de su llegada a los territorios gobernados por su padre, lugares donde estudia teología y ejerce como hombre de iglesia.
Entre 1585 y 1590 gana dos certámenes poéticos y se instala en la ciudad de Guadalajara; en 1592 es nombrado capellán de la Real Audiencia de Nueva Galicia y cura de las minas del Espíritu Santo, dejando el hogar familiar en San Pedro Lagunillas. Durante esos años comienza a madurar su proyecto poético El Bernardo, obra que consta de veinticuatro libros y 40 000 versos en octavas reales, el cual termina diez años después y publica en Madrid en 1624. Es probable que haya comenzado alrededor de 1593 la redacción de La Grandeza Mexicana, obra que dedica en su primera edición a Don Fray García de Santa María Mendoza y Zúñiga, Arzobispo de México, y en una nueva impresión a Pedro Fernández de Castro, Conde de Lemos, presidente del Consejo de Indias.

## Ascenso
Balbuena deseaba ascender en la escala social e impulsar su carrera eclesiástica, por lo que regresa a principios de 1603 a la Ciudad de México para preparar su regreso a España, viaje que realizará en 1606. En España se doctora en Teología por la Universidad de Sigüenza en 1607; al año siguiente publica su novela pastoril Siglo de Oro en las Selvas de Erífile, en la cual figura un pequeño elogio de la Ciudad de México, con composiciones laudatorias de los afamados poetas Lope de Vega y Francisco de Quevedo y un prólogo del dramaturgo Antonio Mira de Amescua, quien además de elogiar la obra aprovecha para hacer un profundo análisis del género. En 1608 es nombrado responsable de la abadía de Jamaica (actual Jamaica), puesto al que llega en 1611 con la intención de convertir la isla en obispado, objetivo no logrado que condiciona a Balbuena a aspirar a otro cargo. Esto sucedería en 1620, cuando es nombrado Obispo de Puerto Rico, donde llega en 1623. Contando ya Balbuena con una edad avanzada, la fatiga y las malas condiciones de la vida en el Caribe, su vida se agrava tras el asedio de piratas holandeses que destruyeron su casa y quemaron su preciada biblioteca en 1625, hecho de gran trascendencia llegado a estar citado en Laurel de Apolo (1630) de Lope de Vega:

Y siempre dulce tu memoria,

generoso prelado,

doctísimo Bernardo de Balbuena.

Tenías tú el cayado

de Puerto Rico, cuando el fiero Enrique,

holandés rebelado,

robó tu librería,

pero tu ingenio no, que no podía,

aunque las fuerzas del olvido aplique.
Silva II, vv. 111-119

El ánimo de Balbuena no sobrevivió a esta incursión y no se volvió a hacer notar su presencia literaria, apagándose su llama en San Juan de Puerto Rico  en 1627.
No se conservan retratos suyos salvo la efigie grabada incluida en su Grandeza mexicana, que sirvió de fundamento a un dibujo del valenciano José Maea (1760-1826) grabado por Rafael Esteve con la leyenda "D. Bernardo de Balbuena. Natural de Valdepeñas en la Mancha. Abad de Jamayca Obispo de Puertorico insigne poeta épico y bucólico: nació en 1568 y murió en 1627". Este grabado fue incluido en Retratos de los españoles ilustres (Madrid, Imprenta Real, 1791), una colección iconográfica realizada a finales del siglo XVIII que buscaba conservar la memoria de los españoles de nota impulsada por el Conde de Floridablanca y apoyada por Carlos IV.

## La Grandeza Mexicana

### Contenido

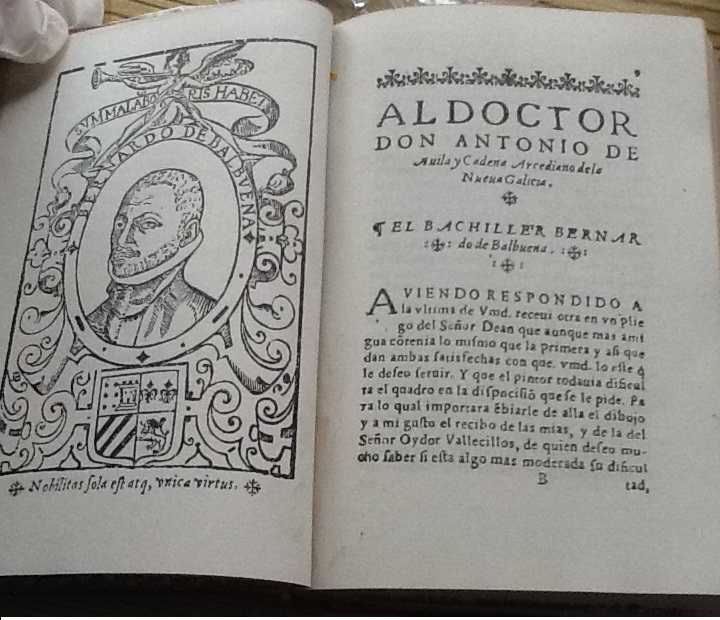
Xilografía de un retrato de Balbuena en la edición de la Sociedad de Bibliófilos Mexicanos

La obra, perteneciente al género de la corografía, se divide en nueve capítulos, cuyos contenidos se reparten en:
Capítulo I. De la famosa México el asiento.
En este primer apartado el autor saluda a Isabel de Tovar, alaba su linaje y sus virtudes, y procede a describir la Ciudad de México y su asiento en medio de un lago, se hacen observaciones sobre el clima de la urbe, los edificios, los paisajes, las huertas, los jardines y las calzadas llenas de gente procedente de diferentes lugares. Concluye el primer capítulo con reflexiones sobre la ambición y maestría de construir una ciudad sobre el agua.
Capítulo II. Origen y grandeza de edificios.
En el segundo capítulo Balbuena construye una concepción latina de México mediante el uso de alegorías que la equiparan a las antiguas ciudades romanas, a la propia España y otras grandes civilizaciones; alaba su traza, semejante a un tablero de ajedrez, y dedica bellos pasajes a la rica arquitectura de la ciudad y sus iglesias.

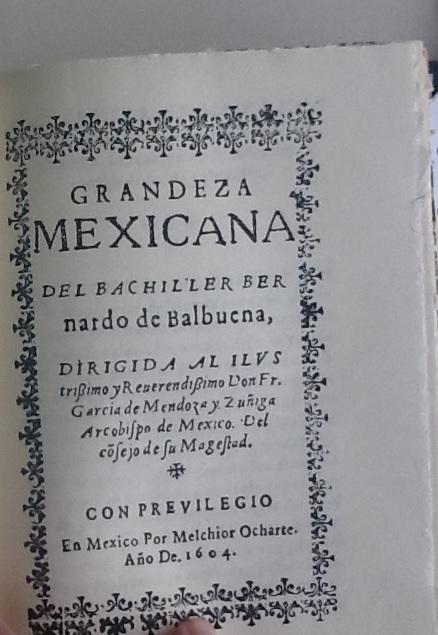
Portada de la edición de Melchior Ocharte

Capítulo III. Caballos, calles, trato y cumplimiento.
El tercer capítulo se articula esencialmente en la admiración que despierta en Balbuena los caballos novohispanos, los cuales equipara con corceles famosos de la historia para realzar su valía; manifiesta admiración por la destreza de los jinetes que cabalgan por la plaza de la ciudad y enumera con sumo detalle los colores y adornos que portan tanto el jinete como el animal; por último, incluye algunos versos sobre las ricas mercancías que llegan y se comercian en la capital.
Capítulo IV. Letras, virtudes, variedad de oficios.
El capítulo comienza describiendo los diversos oficios que se ejercen en la ciudad, alaba a las diferentes industrias, los materiales con los que trabajan los artesanos y declara su admiración por aquellos que se dedican a las artes, continua con una dura condena a la pobreza de los pueblos mezquinos y deja en claro su preferencia por México, pues en ella puede encontrar toda clase de hombres eminentes e ilustres, bellas escuelas, virtudes, caridad y todo lo bueno que debe poseer un gran pueblo.
Capítulo V. Regalos, ocasiones de contento.
Balbuena continúa su obra narrando el regocijo que experimenta al hallarse en la Ciudad de México, pues en ella encuentra tanto santidad y fiestas como elegancia y comedias, letras y las modas más nuevas. Describe los carruajes, el trato afable de los habitantes y las buenas costumbres de las damas, así como las riquezas, la música y todos los manjares que se encuentran en la capital.
Capítulo VI. Primavera inmortal y sus indicios.
En el capítulo sexto se le brinda un mayor énfasis a la flora, la topografía y la fecundidad presentes en el Valle de Anáhuac. Balbuena construye la imagen de un paraíso maravilloso, que rodea con sus montañas, ríos y árboles a la ciudad en medio de un lago, creando la imagen de un lugar mágico y espléndido. 
Capítulo VII. Gobierno ilustre.
En el capítulo séptimo se declara la grandeza de los gobernantes, del Virrey y del Arzobispo, así como la importancia de las autoridades seglares y eclesiásticas, de los diversos tribunales e iglesias, los cuales brindan orden y permiten la existencia de la majestuosidad de la ciudad.
Capítulo VIII. Religión y Estado.
En el penúltimo capítulo, se enumeran las diferentes órdenes religiosas que existen en la Nueva España y se mencionan algunos de los templos y hospitales que poseen, así como las funciones que desempeñan. 
Capítulo IX. Todo en este discurso está cifrado.
El último capítulo, escrito a manera de epílogo, brinda un rápido resumen de los temas anteriores e incluye alabanzas a la forma en que se habla el español, el comercio y las artes, insiste en elogiar las riquezas y abundancias presentes en la capital, así como de sus personajes ilustres, colegios y la Universidad. Por último, recuerda la conquista y las transformaciones que ha sufrido la ciudad a lo largo de los siglos, celebra la cristianización y las bondades de la colonización de los territorios novohispanos, con el propósito de equiparar la grandeza de México con la de España.

### Ediciones de la Grandeza Mexicana

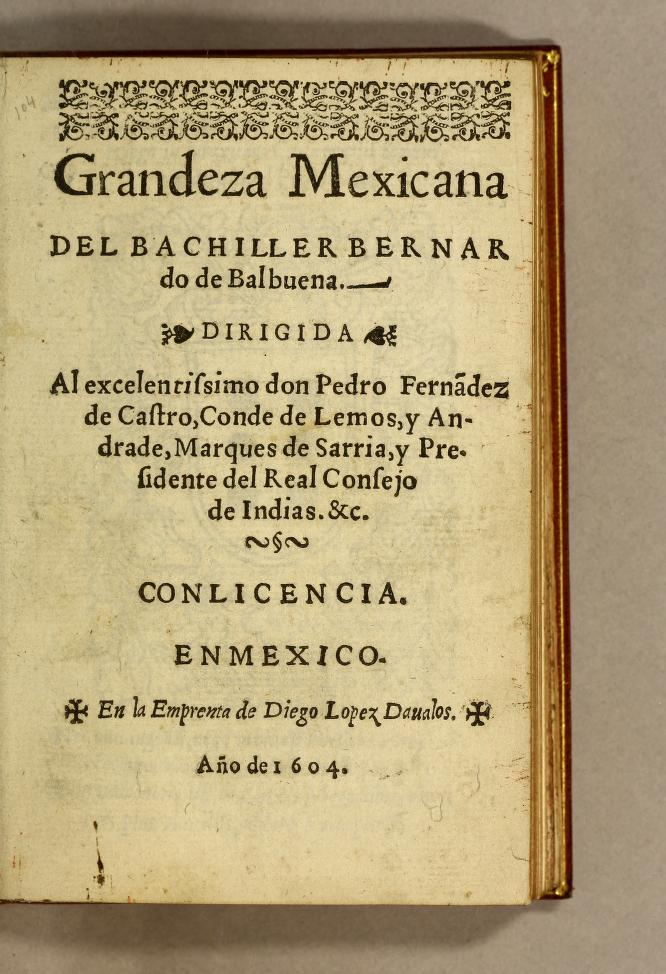
Portada de la edición de López Dávalos

La primera obra publicada por Bernardo de Balbuena no constituye una obra homogénea. El núcleo del volumen, está conformado por un texto titulado La Grandeza Mexicana, poema escrito en tercetos encadenados sobre la Ciudad de México. La primera edición que se conoce de la obra es de 1604, y es publicada por Melchior de Ocharte en la Ciudad de México, de la introducción en prosa de dicha edición se sabe que Balbuena escribió el libro para una señora de Culiacán, Isabel de Tovar y Guzmán, quien había decidido ingresar a un convento de monjas en la capital, tras la muerte de su esposo y la entrada en la Compañía de Jesús de su único hijo. 

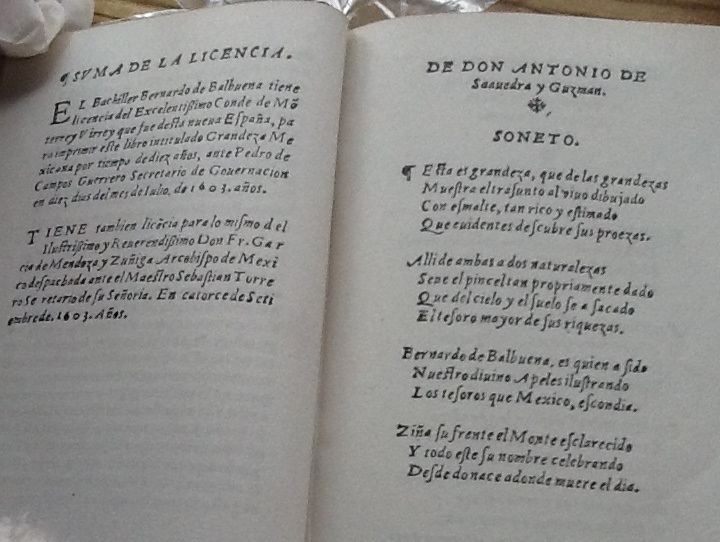
Licencia y Soneto a Don Antonio de Saavedra y Guzmán

Además del texto del poema y la dedicatoria, la primera edición trae una larga carta de 49 folios dirigida al Aarcediano Antonio Ávila de la Cadena, así como un prólogo y una serie de sonetos y loas dedicadas a él por Antonio de Saavedra Guzmán, autor del Peregrino Indiano; Lorenzo de Ugarte de los Ríos, alguacil mayor del Santo Oficio; Licenciado Miguel de Zaldierma de Maryaca;  Antonio Ávila de la Cadena, arcediano de la Nueva Galicia;  Sebastián Gutiérres Rangel y Francisco Balbuena Estrada, hermano del autor. Detrás de los versos del poema de La Grandeza, va un tratado de veintiún folios titulado Compendio Apologético en alabanza de la poesía; por lo tanto la edición original de La Grandeza consiste en tres elementos distintos: la carta a Antonio Ávila y los poemas laudatorios, los tercetos en elogio a la ciudad y el Compendio Apologético.

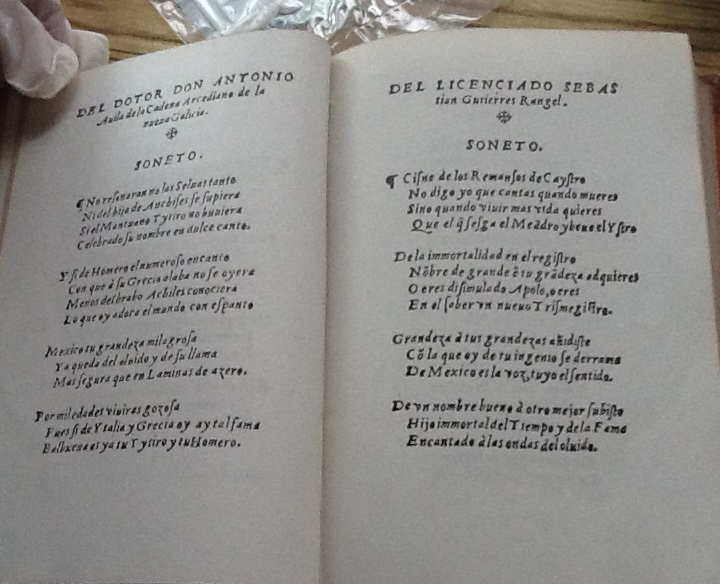
Soneto al Doctor Don Antonio Ávila de la Cadena y Sebastián Gutierres Rangel.

Es importante resaltar que existen dos ediciones de 1604 de La Grandeza Mexicana, una publicada por Melchior Ocharte y la otra por Diego López Dávalos. La primera edición está dedicada a fray García de Mendoza y Zúñiga, arzobispo de México y la segunda a Pedro Fernández de Castro y Andrade, conde de Lemos. A excepción de la portada y la dedicatoria, la única diferencia consiste en que la edición de Dávalos trae un poema en honor al conde de Lemos, pues desde el folio nueve en adelante las dos impresiones coinciden a la perfección. Joaquín García Icazbalceta supone que Balbuena había cambiado la dedicatoria hacia 1606 (año de la muerte del arzobispo), pero conservando la fecha de 1604 en la impresión; sea cual sea la razón La Grandeza Mexicana no se reimprimió hasta 1821 por la Real Academia y le siguieron algunas ediciones durante el siglo XIX, entre ellas una mexicana de José María Andrade y Escalante, y otra manchega de Eusebio Vasco en La Voz de Valdepeñas (1890, no 1881 como registra Van Horne), pues no será hasta el siglo XX cuando se rescate la obra, pero se tendrá que esperar hasta la segunda mitad de la centuria para que se comience a reimprimir de manera constante.
La primera edición del siglo XX le corresponde a la reproducción facsimilar de la Sociedad de Bibliófilos Mexicanos que en 1927 imprimen la obra íntegra de la edición de Ocharte, e incluyen los comentarios que Icazbalceta realizó respecto a la obra en Memorias de la Academia Mexicana Correspondiente a la Real Española, así como una reproducción de la portada de la edición de Dávalos y el poema al conde de Lemos; la obra vuelve a ser editada en 1930 por John Van Horne y la Universidad de Illinois, en dicha impresión se encuentra un adecuado estudio introductorio, se moderniza la escritura de la obra y se omite el poema a fray García de Mendoza y Zúñiga, arzobispo de la Ciudad de México y el Compendio Apologético.
La tercera edición fue realizada por la Universidad Nacional en 1941, con prólogo de Francisco Monterde e ilustraciones de Julio Prieto Posadas, en esta edición solo aparece la dedicatoria al conde de Lemos, el poema de La Grandeza Mexicana y el Bernardo completo; en 1954 la obra es reeditada una vez más por la Universidad Nacional y se le agrega una portada diseñada por Francisco Moreno de Capdevila. A partir de la edición de 1954 la obra se ha reeditado en incontables ocasiones, sin embargo la edición de la Sociedad de Bibliófilos Mexicanos es la última que posee el contenido íntegro de la edición de 1604, pues a partir de la edición de Van Horne la escritura se ha modernizado y se han excluido todos los textos ajenos al poema principal, a excepción de la dedicatoria al Conde de Lemos.
En 2011 salió una nueva edición, esta vez crítica, preparada por la estudiosa Asima Saad Maura. Bajo el sello de la editorial madrileña Cátedra (Madrid: Cátedra), la suya incluye una minuciosa introducción, notas al pie de página y una bibliografía sólida que sirve de referencia a los interesados en analizar la obra balbueniana. Por tratarse de una edición crítica, Saad Maura utiliza las príncipes de "Grandeza mexicana" publicadas en 1604 (Dávalos y Ocharte) a la par con varias posteriores, detallando los cambios hechos por los diferentes editores. La edición crítica de Saad Maura contiene además el tratado en prosa que Balbuena compuso en elogio a la poesía.

## El Bernardo o Victoria de Roncesvalles (1624)
El poema épico El Bernardo o Victoria de Roncesvalles , editado críticamente por vez primera en 2017, es un extenso poema que narra la historia de su protagonista, el tradicional héroe castellano Bernardo del Carpio, en relación con otros personajes típicos de la épica del Renacimiento como es Orlando o Angélica del Orlando furioso del poeta italiano Ludovico Ariosto o del Orlando innamorato de Matteo Maria Boiardo. El poema sigue el argumento central del enfrentamiento entre la corte del rey asturleonés Alfonso el Casto y la corte de Carlomagno, teniendo como fuente principal el famoso cantar de gesta El Cantar de Roldán. Balbuena emplea en su texto elementos propios de la epopeya fantástica, no resultando extraño encontrar en la lectura desde magos, hadas, criaturas míticas, viajes por el aire, apariciones, visiones, etc. 

### Contexto literario
La producción del Bernardo llega en un momento de gloria y belicismo de la monarquía hispánica. Ya con Carlos V, pero con mayor incentivo durante el reinado de Felipe II, muchos poetas aprovechan su experiencia como caballeros del reino, como era el caso de Miguel de Cervantes o Alonso de Ercilla, para componer poemas en honor a la monarquía y así, en consecuencia, labrarse un futuro y obtener una mayor influencia. La materia historicista es la más empleada por estos poetas que se inspiran en momentos gloriosos del pasado de España para justificar el momento que vivían, un ejemplo de ello sería La Jerusalén conquistada (1609) del Fénix Lope de Vega o La Carolea de Jerónimo Sempere. 
A su vez, estos poetas reciben inspiración de los grandes poemas épicos renacentistas recuperando el tópico virgiliano de la translatio imperii y el imperium sine fine para igualar el reinado de los Austrias con el del emperador Augusto.

### Argumento
Se divide en veinticuatro libros, cada uno resumido en un argumento introductor y finalizado por una alegoría que trasmite algún contenido sapiencial deducido del argumento. 
Libro I: descripción del conflicto entre España y Francia, viaje del hada Alcina a los palacios de Morgana, situación el conde de Saldaña — padre de Bernardo del Carpio—, negociaciones de Carlomagno. 
Libro II: Alcina explica a Morgana cómo van a vengarse de Orlando, describe el linaje de Bernardo del Carpio, descendiente de los reyes godos. Morgana, agradada del noble origen del héroe, promete concederle las armas de Aquiles. 
Libro III: Ferraguto envidioso de la gloria de Bernardo parte a buscarle para enfrentarse a él. Por otro lado, describe el Consejo de Guerra celebrado en la corte de Carlomagno. 
Libro IV: Orontes cuelga de un árbol al mago Malgesí, al que se le cae un libro de donde sale un demonio que promete destruir España pero su ángel de la custodia no lo permite prometiendo el descubrimiento de un Nuevo Mundo. Bernardo encuentra a Angélica en un galeón donde es armado caballero.
Libro V: Consejo de Guerra del rey Alfonso el Casto. Historia paralelas de amor y guerra de Ferraguto, Yucef y Argina. 
Libro VI: Cuenta Orlando una fábula para considerar cuál es el mayor don que Fortuna puede conceder. Bernardo encuentra una isla donde conoce a un médico que consigue curar a Orimandro. 
Libro VII: Continúa la historia de Ferraguto y Gundemaro. 
Libro VIII: Se describe quién es Arleta y se explica por qué quiere vengarse de Ferraguto. Se narran otras historias de amor y enfrentamiento. 
Libro IX: Bernardo encuentra a Angélica atrapada por las garras de un dragón y se encuentra con Proteo de quien conoce quiénes fueron sus padres. 
Libro X: Ferraguto se pierde en una selva y se encuentra con un castillo. Se describe lo que allí aconteció. 
Libro XI: Angélica es capturada por unos corsarios, van Bernardo y Orimandro a rescatarla. Orlando cuenta una fábula.
Libro XII: Orlando y sus compañeros se vuelven estatuas de oro. Garilo encuentra al alcaide de Sansueña que le cuenta cómo el rey godo Rodrigo perdió España. 
Libro XIII: Se describen celebraciones en la corte de Carlomagno. Orimandro describe los monstruos que hay en Creta. Bernardo intenta liberar a Angélica del rapto de los corsarios. 
Libro XIV: Sigue Bernardo con su viaje y entra en la cueva de Temis, donde le revela historias de los humanos y, a través de un discurso alegórico, le indica el origen de la falsedad y la ignorancia. 
Libro XV: Orlando se enfrenta con Garilo, este se esconde en la casa de un alquimista y le roba el anillo de Angélica. Malgesí hace volar un navío y describe Europa. 
Libro XVI: Descripción geográfica de Italia y Francia y de las grandezas de España. 
Libro XVII: Prosigue con la descripción de Europa. Bernardo enfrenta la mentira y la ignorancia, victoria elogiada por Apolo y las Musas. 
Libro XVIII: Bernardo rechaza en matrimonio a Crisalva por estar enamorado de Angélica. Regresan a España. 
Libro XIX: Se describe la historia de Hernán Cortés en la conquista del Nuevo Mundo y la descendencia regia desde el rey Alfonso el Casto hasta Carlos V. 
Libro XX: Bernardo llega al castillo del Carpio, que está encantado. Antes libera a Garilo y encuentra a Teudonio, que le hace saber la prisión de sus padres. 
Libro XXI: Vence Bernardo el encantamiento del castillo del Carpio y regresa a la corte del rey con un grupo de caballeros. Morgante y Orimandro hacen un viaje a África. 
Libro XXII: Carlomagno tiene un fatídico sueño en el que se le vaticina la derrota de Francia en manos de Bernardo. 
Libro XXIII: Se cuenta el origen fantástico de la ciudad de Granada. España y Francia se preparan para la guerra. 
Libro XXIV: Enfrentamiento entre ambos ejércitos. Bernardo del Carpio y sus caballeros leoneses dan muerte a Orlando y los Doce Pares. España sale vencedora de la batalla de Roncesvalles.

## Poética
Balbuena, merced a su Compendio apologético en alabanza de la poesía (1604), junto a la enigmática peruana Clarinda del Discurso en loor de la poesía (1608), alcanza en el estudio de la poética un nivel semejante al más alto entre los demás estudiosos del Viejo Mundo. Las ideas que sostuvo al respecto reaparecen a menudo en sus otras obras. Su idea de la poesía es eso, una idea de rango platónico, inimitable e incriticable, pues no es susceptible de crítica como género, sino solo los poetas que intentan acercarse a ella sin merecimientos; no puede enseñarse, solo descubrirse y liberarse mediante el estudio y el trabajo retórico en pos de la belleza última. Si la poesía tiene defectos, "no es culpa del arte... sino de los que con flaco talento y caudal la infaman y desacreditan arrojándose a ella sin letras, experiencia y espíritu".

Al fin, ha sido y es la poesía, desde el principio del mundo, alegría y solaz suyo, tan agradable y dulce que con su deleite armónico concierta el ánima y le entretiene, compone el espíritu, mitiga la ira, alivia los trabajos, acompaña la soledad [...] despierta la virtud, recrea los miembros humanos [...] A todos deleita y agrada [...] a todos regala y consuela, a todos agrada y levanta el espíritu (136-137)

Para lograr este fin, el poeta debe poseer no solo la platónica inspiración divina, sino conocer las reglas del arte. Balbuena critica que la poesía española sea "pura fuerza de imaginación, sin ir enfrenada y puesta en medida y regla con las que el arte de su facultad pide" (130). Conjuga así la concepción platónica de la poesía del renacimiento con la concepción de la misma como scientia scientiarum propia del "poeta sabio" del manierismo.

## Obras

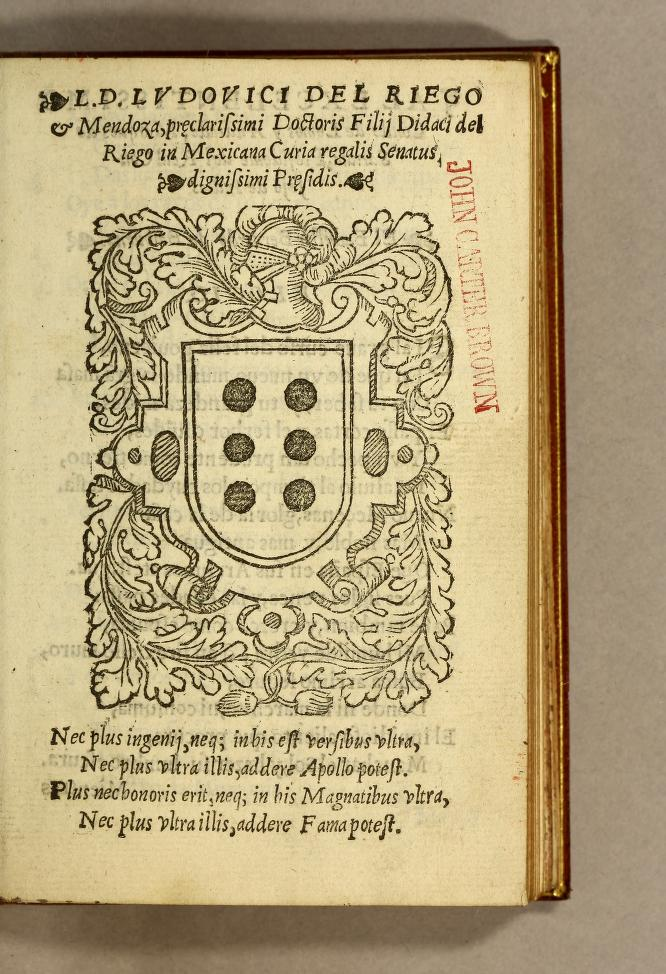
Xilogafía de la edición de Diego López Dávalos

- Balbuena, Bernardo de, Grandeza mexicana del bachiller Bernardo de Balbuena, dirigida al ilustrísimo Y Reverenisimo Don Fr. García de Mendoza y Zuñiga, Arzobispo de México. Del Colegio de su Magestad, México, Melchior Ocharte, 1604, [140 hojas foliadas]
- Balbuena, Bernardo de, Grandeza Mexicana del Bachiller Bernardo de Balbuena, dirigida al excelentísimo don Pedro Fernández de Castro, Conde de Lemos, y Andrade, Marques de Sarria, y Presidente del Real Consejo de Indias, México, Diego López Dávalos,1604, [141 hojas foliadas].[12]
- Balbuena, Bernardo de, Siglo de oro en las selvas de Erífile; del dotor Bernardo de Balbuena...; en que se describe una agradable y rigurosa imitación del estilo pastoril de Teócrito, Virgilio y Sanazaro..., En Madrid por Alonso Martín a costa de Alonso Pérez, 1608.
- Balbuena, Bernardo de, El Bernardo o Victoria de Roncesvalles : poema heroyco del doctor don Bernardo de Balbuena abad maior de la isla de Iamayca ..., En Madrid por Diego Flamenco, 1624.
- Balbuena, Bernardo de, Grandeza mexicana y fragmentos del Siglo de oro y El Bernardo, edición y prólogo de Francisco Monterde, México, Ediciones de la Universidad Nacional, 1941, 207 pp.
- Balbuena, Bernardo de, Grandeza mexicana y fragmentos del Siglo de oro y El Bernardo, 2a. edición, prólogo de Francisco Monterde, México, Ediciones de la Universidad Nacional, 1954, 207 pp.
- Balbuena, Bernardo de, Grandeza Mexicana, reproducción facsimilar de la edición príncipe, México, Sociedad de Bibliófilos Mexicanos, 1927 (MCMXXVII), 140 pp.
- Balbuena, Bernardo de, La grandeza mexicana de Bernardo de Balbuena, editada según las primitivas ediciones de 1604, con una introducción y con notas sobre las obras y los autores citados por Balbuena, por John Van Horne, Urbana, Universidad de Illinois, 1930, 176 pp.
- Balbuena, Bernardo de, La grandeza mexicana, estudio preliminar de Luis Adolfo Domínguez, México, Editorial Porrúa, 1985.
- Balbuena, Bernardo de, Grandeza mexicana, edición de José Carlos González Boixo, Roma, Bulzoni, 1988.
- Balbuena, Bernardo de, Siglo de Oro en las selvas de Enfile, edición de José Carlos González Boixo, Xalapa, Universidad Veracruzana, 1989.
- Balbuena, Bernardo de, Poesía lírica, edición de Matías Barchino, Ciudad Real, Biblioteca de Temas y Estudios Manchegos-Diputación de Ciudad Real, 2000.
- Balbuena, Bernardo de, Grandeza mexicana, edición de Asima F. X. Saad Maura, Madrid, Cátedra, 2011.
- Bernardo de Balbuena, El Bernardo, o victoria de Roncesvalles, ed. Martín Zulaica López, pref. Alberto Montaner Frutos, Siero, Ars Poetica, 2017, 2 vols, ISBN 978-84-946787-6-9